# Alien 3
Alien 3 (stilisiert als Alien³) ist ein US-amerikanischer Science-Fiction-Film aus dem Jahr 1992 von David Fincher und der dritte Teil der Alien-Filmreihe. Hauptdarstellerin ist wie in den Vorgängerfilmen Sigourney Weaver. Der Film startete am 3. September 1992 in den deutschen Kinos.

## Handlung (Kinoversion)
Nachdem Ellen Ripley, das Mädchen Newt, Corporal Hicks und der Android Bishop von LV-426 entkommen sind und sich mit dem Raumschiff USS Sulaco im Kälteschlaf auf dem Rückweg zur Erde befinden, bricht wegen des ätzenden Blutes eines Facehuggers („Gesichtsumklammerer“), der Menschen zu Wirten des Alien-Nachwuchses macht, auf einem Zwischendeck ein Feuer aus. Eine Rettungskapsel wird ausgestoßen und macht eine Bruchlandung auf dem Planeten Fiorina 161 (Spitzname: „Fury 161“), auf dem sich eine Mineralerz-Raffinerie und eine Strafkolonie für Insassen mit YY-Syndrom unter höchster Sicherheitsstufe befinden. Hicks wird dabei durch einen Sicherheitspfeiler aufgespießt und stirbt, Newt ertrinkt in ihrer Hyperschlafkabine und der bereits schwer beschädigte Android Bishop wird praktisch vollständig zerstört.
Die Strafgefangenen auf dem Planeten sind Anhänger einer apokalyptischen Religion, leben wie zölibatäre Mönche und sind durch das Auftauchen einer Frau sichtbar irritiert, weshalb Ripley von Beginn an Feindseligkeit entgegenschlägt. Neben Ripley überlebt die Landung nur der Facehugger, der sich in einem Rottweiler  schnell einen neuen Wirt sucht. Kurz darauf schlüpft aus diesem ein Alien, das rasch heranwächst und beginnt, die Gefangenen zu dezimieren. Vorerst gibt man jedoch noch Missgeschicken oder anderen Gefangenen die Schuld an diesen Vorfällen.
Der behandelnde Arzt Clemens unterstützt Ripley dabei herauszufinden, ob mit der Rettungskapsel ein Alien auf den Planeten gebracht wurde, kümmert sich um ihren angeschlagenen Gesundheitszustand und klärt sie über die Verhältnisse im Lager auf. Zwischen den beiden entsteht eine Liebesbeziehung. Nach kurzer Zeit jedoch wird Clemens vor Ripleys Augen von der Kreatur getötet, wobei sich herausstellt, dass das Wesen Ripley nicht anrührt. Kurz darauf wird der Gefängnisaufseher Andrew in der Cafeteria vor den Augen sämtlicher Insassen von dem Alien getötet, wodurch niemand mehr an dessen Existenz zweifeln kann.
Als ihr sich verschlechternder Gesundheitszustand sie dazu veranlasst, bei sich einen Körperscan durchzuführen, offenbart dieser den Grund, warum das Alien sie verschont hat: In ihrem Körper wächst eine Alien-Königin heran, die in wenigen Stunden ihren Brustkorb durchstoßen und sie somit töten wird. Die „Gesellschaft“, Ripleys mächtiger Arbeitgeber, erhält die Daten des Scans, wird so über die Existenz der Königin informiert und schickt ein Schiff nach Fiorina 161.
Ripley bittet den Gefangenen Dillon darum, sie zu töten, bevor die Alien-Königin zur Welt kommt. Er verspricht es ihr unter der Voraussetzung, dass sie den Häftlingen hilft, das Alien zu töten. Dabei geht es auch darum, dafür zu sorgen, dass dieses nicht der Gesellschaft in die Hände fällt. Sie entwickeln den Plan, das Alien in die Gießerei zu locken und dort mit geschmolzenem Blei zu übergießen. Der Plan funktioniert, allerdings überlebt neben Ripley nur der Gefangene Morse. Doch das Alien befreit sich aus der Schmelze. Ripley kann es dennoch vernichten, indem sie auf einen Hinweis von Morse hin die Sprinkleranlage auslöst. Das bleiüberzogene Monster zerbirst durch den Thermoschock.
Als Minuten später ein Rettungsteam der Gesellschaft eintrifft, gibt man Ripley zu verstehen, dass man die Alien-Königin aus ihrem Brustkorb entfernen und töten wolle. Doch Ripley kennt die wahren Absichten des Konzerns: Man will die Kreatur gefangen setzen und als biologische Waffe nutzen. Ripley sieht nur einen Ausweg, um die Menschheit vor einer noch größeren Katastrophe zu bewahren: Sie lässt sich selbst in den Schmelzofen fallen. Im Fallen schlüpft die Königin, doch Ripley packt sie und reißt sie mit in den Tod.

## Rezeption

### Kritiken
„In spärlicher Endzeit-Kulisse spielende Weiterführung der ‚Alien‘-Reihe […], die sich häufig in religiös-verbrämter Metaphorik verliert; fesselnd durch die Hauptdarstellerin, die die quälend-schicksalhafte Verbindung mit einem Monster eindrucksvoll vermittelt. In düsteren Kulissen stellt der Film die Frage nach den Überlebenschancen des Menschen.“

„Trotz einiger Drehbuchunstimmigkeiten ist »Alien 3« vor allem wegen der Leistung einer der wohl aufregendsten Frauenfiguren des letzten Kino-Jahrzehnts wieder ein spannender Film.“

### Auszeichnungen (Auswahl)
- Der Film war 1993 für den Oscar in der Kategorie Beste Spezialeffekte (Richard Edlund, George Gibbs, Alec Gillis und Tom Woodruff junior) nominiert.
- Im selben Jahr erhielt Alien 3 sieben Nominierungen für den Saturn Award, u. a. als Bester Science-Fiction-Film, konnte jedoch keinen Preis gewinnen.
- Alien 3 ist der Preisträger des Golden Reel Award in der Kategorie Best Sound Editing 1993.

## Hintergründe

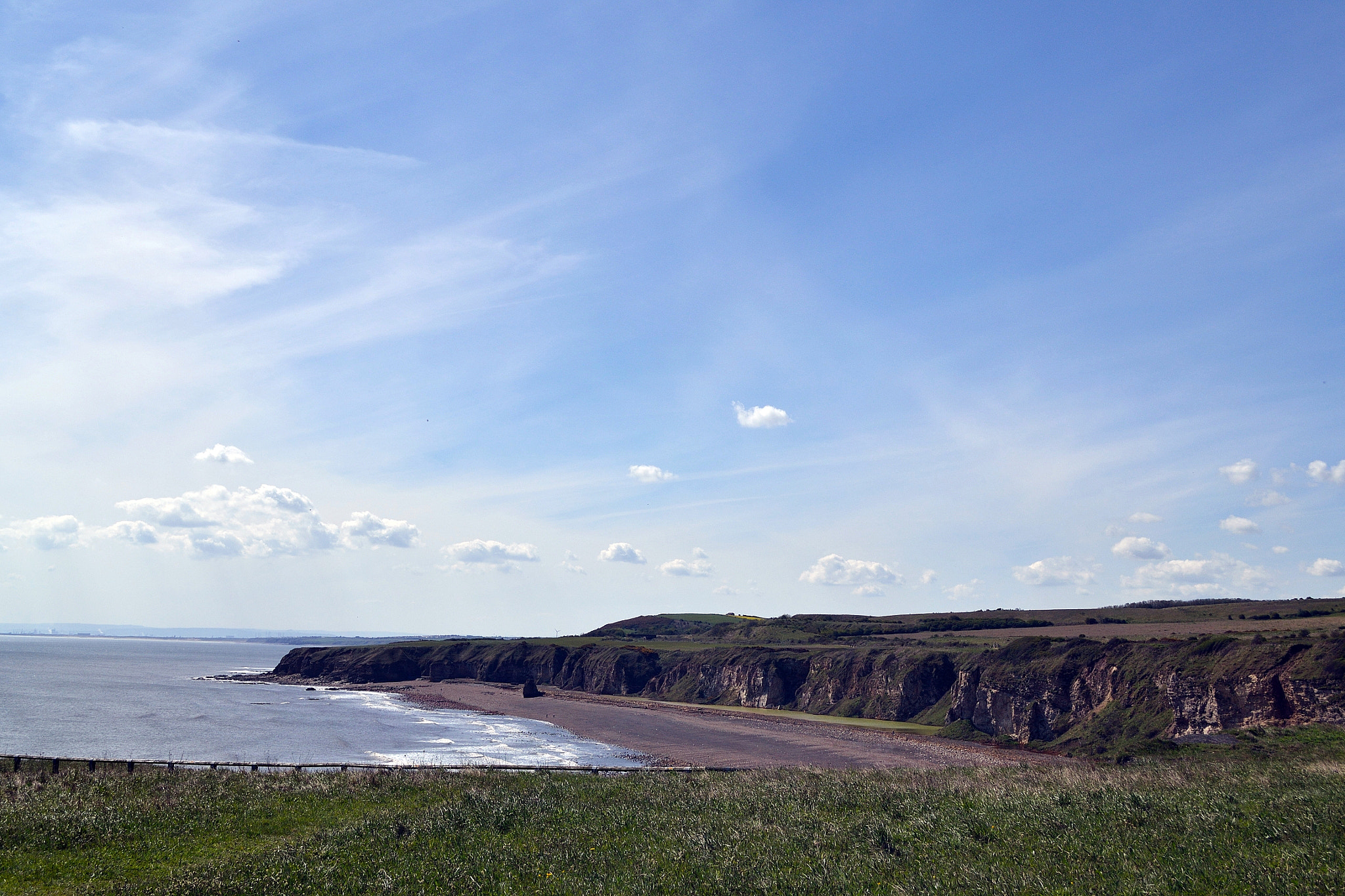
Der Blast Beach nahe Dawdon in England diente als Filmkulisse für die Außenaufnahmen für Fiorina „Fury“ 161

Logo der fiktiven Weyland-Yutani Corporation

- William Gibson schrieb 1987 ein erstes Drehbuch, das Ripley in den Hintergrund rückte und den Fokus auf Hicks und Bishop richtete. Die erste Version war sehr actionorientiert, eine zweite eher klaustrophobisch, doch beide wurden von den Produzenten abgelehnt.[4] 2018 erschien das Script als Comic[5][6], 2019 als Hörspiel mit Michael Biehn und Lance Henriksen[7][8] und 2021 ein Sci-Fi-Roman von Pat Cadigan, basierend auf dem nicht verfilmten Drehbuch, welches 2023 ins Deutsche übersetzt wurde.[9]
- Regisseur David Fincher soll mit vielen Aspekten der Produktion und besonders mit der Zusammenarbeit mit dem Studio 20th Century Fox unzufrieden gewesen sein. Als einziger Regisseur ist er nicht im Bonusmaterial der Alien-Quadrilogy-DVD-Edition vertreten. Angeblich wurde das einzige Making-of, in dem Fincher vorkam, gestrichen, da er sich darin kritisch über die Produzenten äußerte. Die Blu-ray der Alien Box enthielt jedoch erstmals das Making-of mit Fincher.[10]
- Es war eine Erhöhung der Gage um 40.000 US-Dollar für den Fall vereinbart worden, dass Sigourney Weaver ihren Kopf für Nachdrehs nochmals rasieren sollte. Als es jedoch soweit kam, wurde ihr diese Summe nicht ausgezahlt, sondern man fertigte stattdessen für 16.000 US-Dollar eine Perücke an, die sie wieder wie frisch rasiert aussehen ließ.
- In den ersten Drehbuchentwürfen überlebte Newt den Absturz der Rettungskapsel; ein Kind wurde jedoch als nicht in die sonstige düstere Umgebung des Films passend betrachtet.
- Im deutschen Kino und Fernsehen lief der Film mit dem Untertitel Die Wiedergeburt; zu jener Zeit war nicht vorherzusehen, dass dies der Titel des vierten Films sein würde. Der Titel wurde mit Erscheinen des vierten Films wieder geändert, um Verwechslungen zu vermeiden.
- In den Crossover-Filmen werden die Konzerne Weyland (Alien vs. Predator) und Yutani (Aliens vs. Predator 2) eingeführt, die bis zur Handlung von Alien – Das unheimliche Wesen aus einer fremden Welt zum Konzern Weyland-Yutani fusionieren. In Alien vs. Predator spielt Lance Henriksen, der in Aliens – Die Rückkehr und in Alien 3 den Androiden Bishop verkörpert, den Firmengründer Charles Bishop Weyland.
- HR Giger wirkte in diesem Film wieder bei der Entwicklung des Aliens mit, nachdem er bei Aliens – Die Rückkehr nicht involviert war.
- Die Außenaufnahmen zur Landung auf dem Planeten Fiorina „Fury“ 161 entstanden am Blast Beach nahe Dawdon im County Durham in England.
- Das Budget betrug 50 Millionen US-Dollar. Das weltweite Einspielergebnis betrug rund 160 Millionen US-Dollar.[11]

### Special Edition
Auf der 9-DVD-Edition „Alien Quadrilogy“ sowie auf der Blu-ray-Veröffentlichung ist eine erweiterte 139-Minuten-Version des Films enthalten, in der unter anderem das Alien statt aus einem Hund aus einem Ochsen schlüpft. Entsprechend wird das Hunde-Alien in Fan-Diskussionen alternativ auch „Kuh-Alien“ genannt.
In der Special Edition gelingt es den Sträflingen, das Alien in einem hermetisch abgeriegelten Schadstoffbunker einzufangen. Allerdings wird es dann wieder von einem schizophrenen Gefangenen befreit, der den „Drachen“ als seinen Verbündeten betrachtet.
Auch Ripleys finaler Sprung in den Schmelzofen liegt in einer ursprünglicheren Version vor. Sie stirbt hier „friedlich“, ohne dass die Alien-Königin in letzter Sekunde aus ihr herausbricht.

### Soundtrack
Die Filmmusik des späteren Oscargewinners Elliot Goldenthal erschien auf CD 1992 bei MCA Records, Inc. Dirigiert von Jonathan Sheffer, Produktion Matthias Gohl, geleitet für Twentieth Century Fox von Elliot Lurie. Die Spieldauer beträgt 50 Minuten und sechs Sekunden. „Ein kompromisslos intellektuelles Werk, das sich mit chirurgischer Genauigkeit zwischen traditioneller Orchesterschönheit und modernistischer Dissonanz bewegt […]“ (All Music Guide)
1. Agnus Dei (4:29)
2. Bait and Chase (4:40)
3. The Beast Within (3:07)
4. Lento (5:48)
5. Candles in the Wind (3:20)
6. Wreckage and Rape (2:41)
7. The First Attack (4:18)
8. Lullaby Elegy (3:39)
9. Death Dance (2:15)
10. Visit to the Wreckage (2:02)
11. Explosion and Aftermath (2:19)
12. The Dragon (3:05)
13. The Entrapment (3:40)
14. Adagio (4:14)

## Synchronisation
Die deutsche Synchronisation entstand nach einem Dialogbuch und unter der Dialogregie von Joachim Kunzendorf im Auftrag dessen Synchronfirma in Berlin.
| Rolle               | Schauspieler/in      | Deutsche Stimme      |
| ------------------- | -------------------- | -------------------- |
| Ellen Ripley        | Sigourney Weaver     | Hallgerd Bruckhaus   |
| Jonathan Clemens    | Charles Dance        | Reinhard Kuhnert     |
| Leonard Dillon      | Charles S. Dutton    | Jürgen Kluckert      |
| Harold Andrews      | Brian Glover         | Hans Teuscher        |
| Francis Aaron       | Ralph Brown          | Tobias Meister       |
| Walter Golic        | Paul McGann          | Ingolf Gorges        |
| Robert Morse        | Danny Webb           | K. Dieter Klebsch    |
| (Stimme von) Bishop | Lance Henriksen      | Kurt Goldstein       |
| David Postlethwaite | Pete Postlethwaite   | Michael Narloch      |
| Junior              | Holt McCallany       | Bernd Schramm        |
| Peter Gregor        | Peter Guinness       | Reinhard Scheunemann |
| Thomas Murphy       | Christopher Fairbank | Klaus Jepsen         |
| Kevin Dodd          | Phil Davis           | Wolfgang Ziffer      |
| Clive William       | Clive Mantle         | Wilfried Herbst      |

## Videospiel

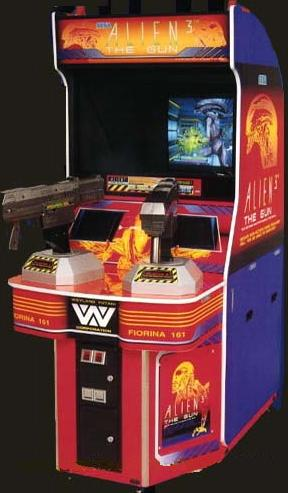
Alien 3: The Gun (Arcade-Spiel)

Ein offizielles Videospiel zum Film wurde von Acclaim Entertainment und Virgin Interactive für eine Reihe verschiedener Systeme veröffentlicht, darunter Sega Mega Drive, Super NES, Game Boy, Amiga, C64, NES, Sega Master System.
Es handelt sich um ein 2D-Plattform-Spiel, in dem Ripley entgegen dem Film mit Waffen wie z. B. einem Flammenwerfer gegen die Aliens antritt. Die Mega-Drive-Fassung hat im Unterschied zur SNES-Fassung ein Zeitlimit und somit einen höheren Schwierigkeitsgrad. Zudem gibt es von Sega das Arcade-Spiel Alien 3: The Gun, ein Lightgun-Shooter (siehe Abbildung rechts).